# Balfron Tower
Balfron Tower es un edificio residencial en Londres (Reino Unido). Tiene 26 pisos y está situado en el barrio de Poplar del municipio de Tower Hamlets. Construido en un estilo brutalista, forma parte de Brownfield Estate, un área de viviendas sociales entre Chrisp Street Market y el acceso norte A12 al Blackwall Tunnel. Fue diseñado por Ernő Goldfinger en 1963 para el Consejo del Condado de Londres, construido entre 1965 y 1967 por el GLC, y ha sido un edificio catalogado desde 1996 (Grado II*, originalmente Grado II). Balfron Tower es estilísticamente similar a la posterior Trellick Tower de Goldfinger en Londres.

## Diseño
La Balfron Tower mide 84 m de altura y tiene 146 viviendas (136 pisos y 10 dúplex). Los ascensores sirven cada tercer piso; por lo tanto, para llegar a un piso en los pisos 11, 12 o 13, los residentes o visitantes tomarían un ascensor hasta el 12. El hueco del ascensor se encuentra en una torre de servicio separada, que también tiene cuartos de lavado y vertederos de basura, y está unido a la torre residencial por ocho pasarelas.
Los dúplex están en los pisos 1 y 2, y 15 y 16, provocando una ruptura en el patrón de fenestración en el lado oeste.
La torre de servicio está rematada por una sala de calderas. En 1985, los conductos de humos originales de la caldera de hormigón fueron reemplazados por metal, debido al deterioro del hormigón.

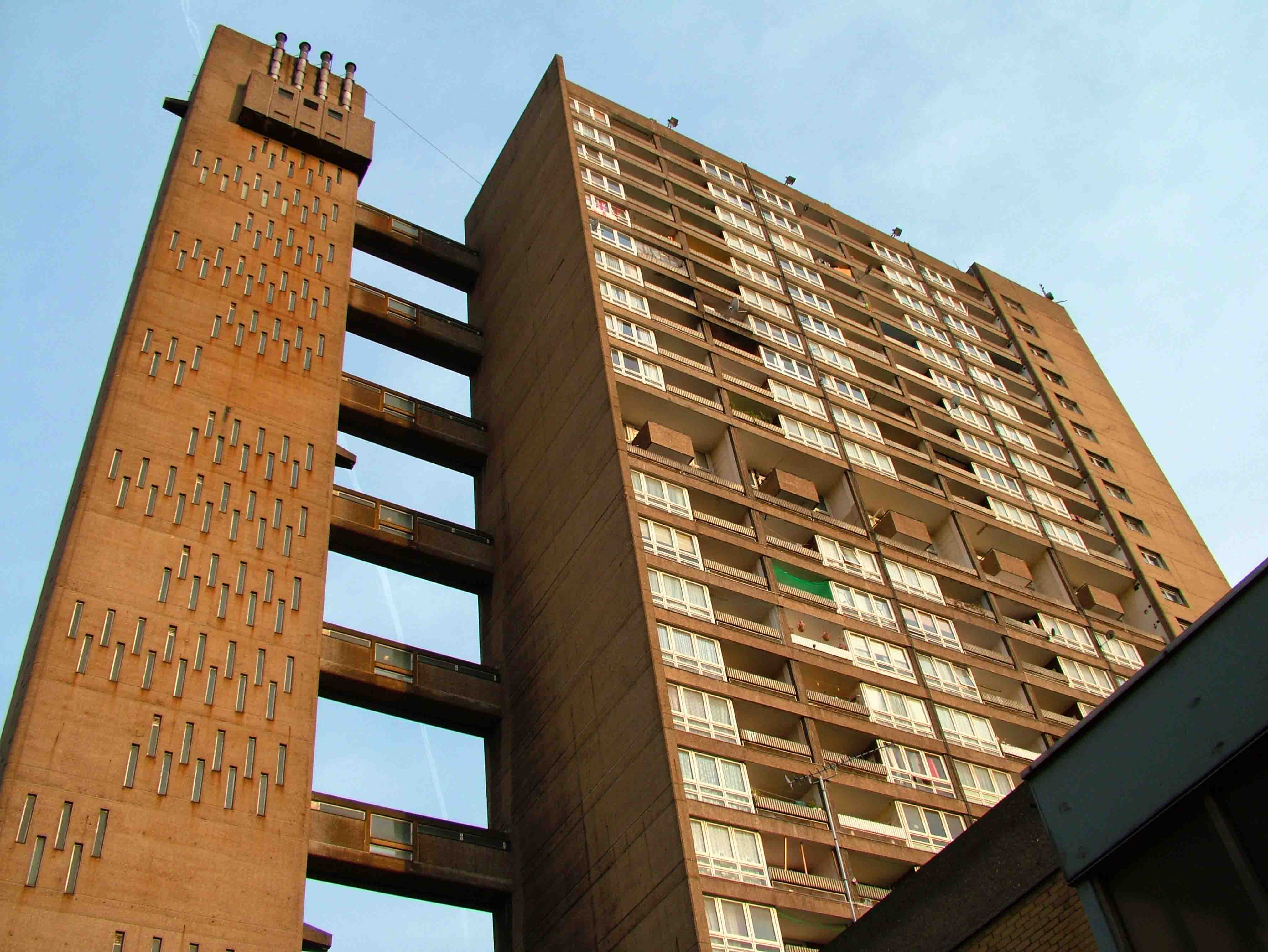
noviembre de 2005

## Carradale House

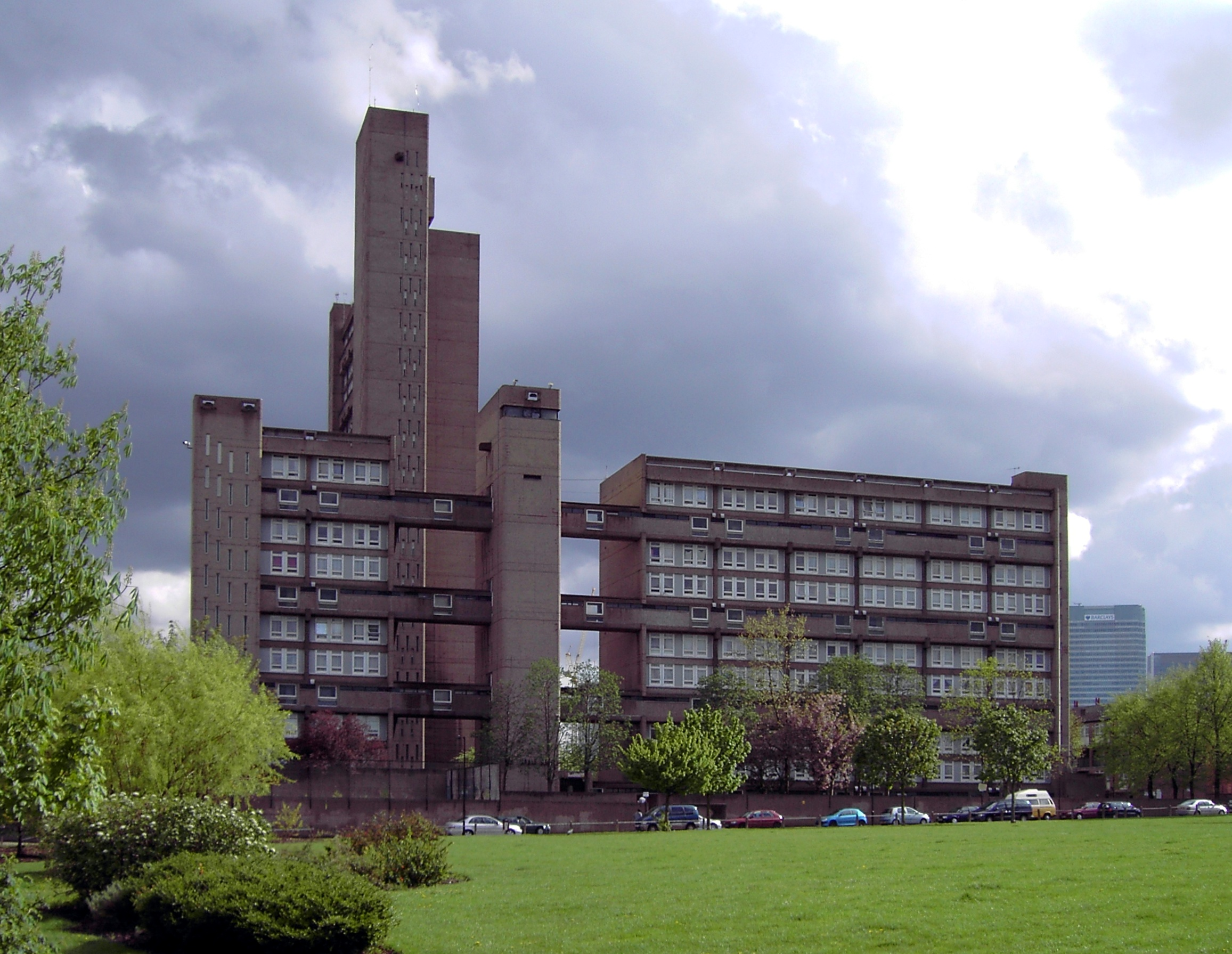
Carradale House, con Balfron Tower detrás

Carradale House (1967-1970) es un edificio modernista único adyacente, también diseñado por Ernő Goldfinger y clasificado como Grado II. Los dos edificios parecen ser extensiones naturales uno del otro, unidos por estilo y diseño, con la forma baja y alargada de Carradale House complementando la altura de Balfron Tower. Todos los apartamentos tienen ventanas dobles y grandes balcones orientados al sur, que permiten mucha luz natural y están decorados con paneles de madera natural en los lados. La manzana tiene 37 m de altura con 11 pisos y tiene 88 pisos. El edificio tiene un podio similar a Balfron Tower, aunque más extenso con un gran estacionamiento subterráneo debajo. También tiene puentes elevados con el mismo principio de acceso en cada tercer piso. Después de diseñar Balfron, Goldfinger identificó todas las mejoras posibles y las incorporó primero en Carradale House y luego en Trellick Tower. Al igual que la Balfron Tower, la naturaleza robusta de los detalles de este edificio lo ha ayudado a resistir el paso del tiempo. En el transcurso de tres años, Carradale se sometió a una extensa y cuidadosa renovación bajo la supervisión de English Heritage y la dirección de PRP Architects.
Los dos bloques se conocían como Rowlett Street Phases I y II durante el desarrollo antes de recibir el nombre de los pueblos escoceses de Balfron y Carradale, un patrón seguido al nombrar otras ubicaciones en las fincas cercanas de Aberfeldy y Teviot.

### Brownfield Estate
Owen Hatherley describe el Brownfield Estate circundante como "todo diseñado con una atención al detalle y una calidad de materiales inusual para los años 1960 o cualquier otra década".

## Historia

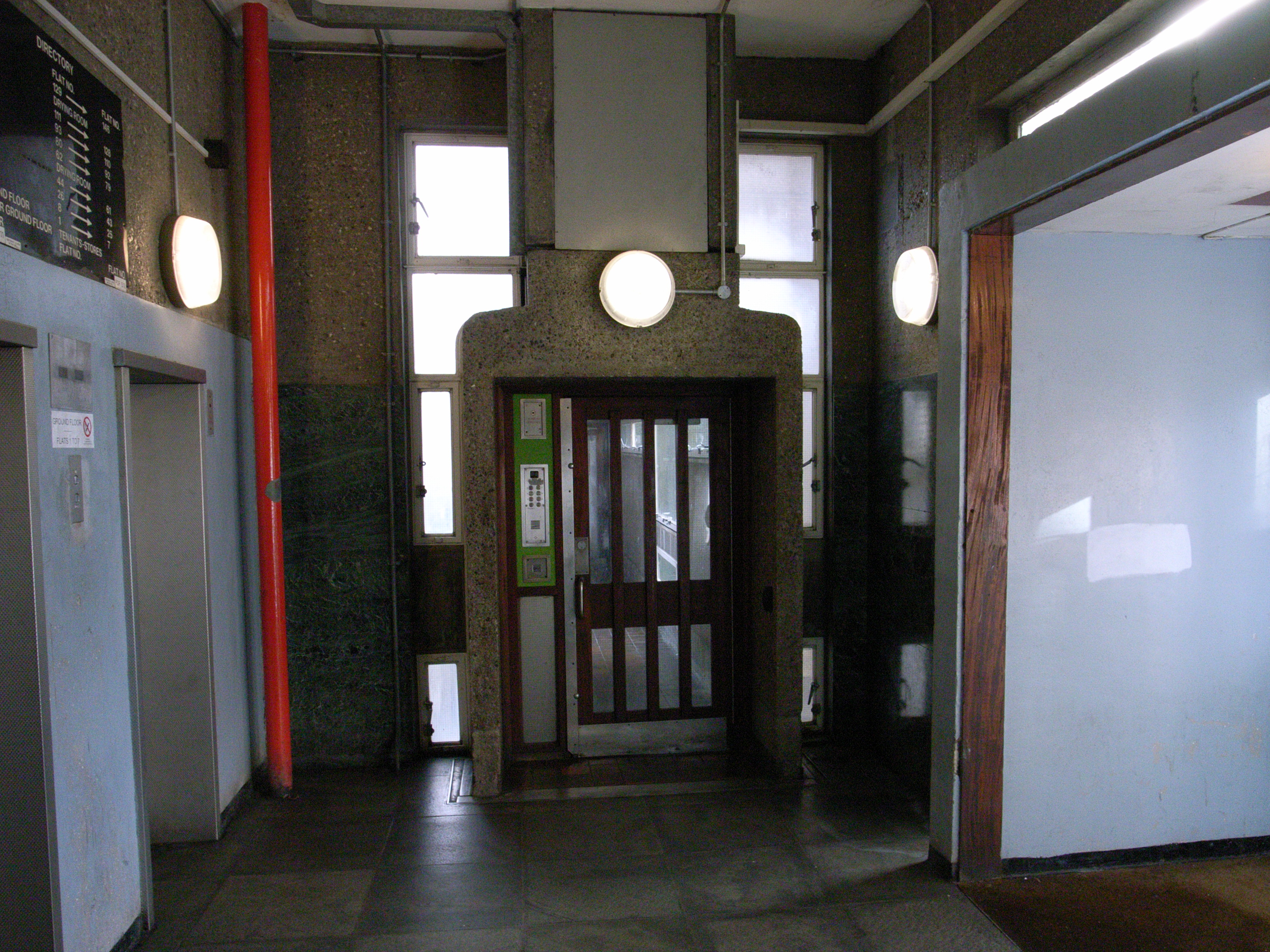
Vestíbulo de la Balfron Tower en 2008

La Balfron Tower fue diseñada por el arquitecto Ernő Goldfinger y está asociada con el estilo brutalista de la arquitectura de la década de 1960. El propio Goldfinger estaba satisfecho con el diseño y se mudó al apartamento 130, en el piso 25, durante dos meses en 1968. Él y su esposa organizaron fiestas con champán para averiguar qué les gustaba y qué no les gustaba a los residentes de su diseño. Aplicó lo que aprendió a su diseño para la Torre Trellick similar y más famosa en el oeste de Londres. El estudio de Goldfinger luego agregó Glenkerry House en la misma finca, complementando con estilo Balfron Tower y Carradale.
El edificio recibió el estatus de listado de Grado II en marzo de 1996 (luego cambió a Grado II*) seguido de Carradale House en 2000. para evitar la demolición. Carradale y Glenkerry Houses también se incluyeron en el Área de Conservación de Balfron Tower, designada en 1998. La lista continúa atrayendo comentarios, especialmente en vista del fracaso de otra propiedad brutalista cercana, Robin Hood Gardens, para obtener la misma protección. En los últimos años, Balfron Tower ha sido popular entre los visitantes durante el fin de semana anual de puertas abiertas.
En diciembre de 2007, luego de una votación de los residentes en 2006, el Consejo de Tower Hamlets transfirió su propiedad de Balfron Tower, Carradale House y el Brownfield Estate circundante a Poplar HARCA, una asociación de viviendas.

## Renovación y venta

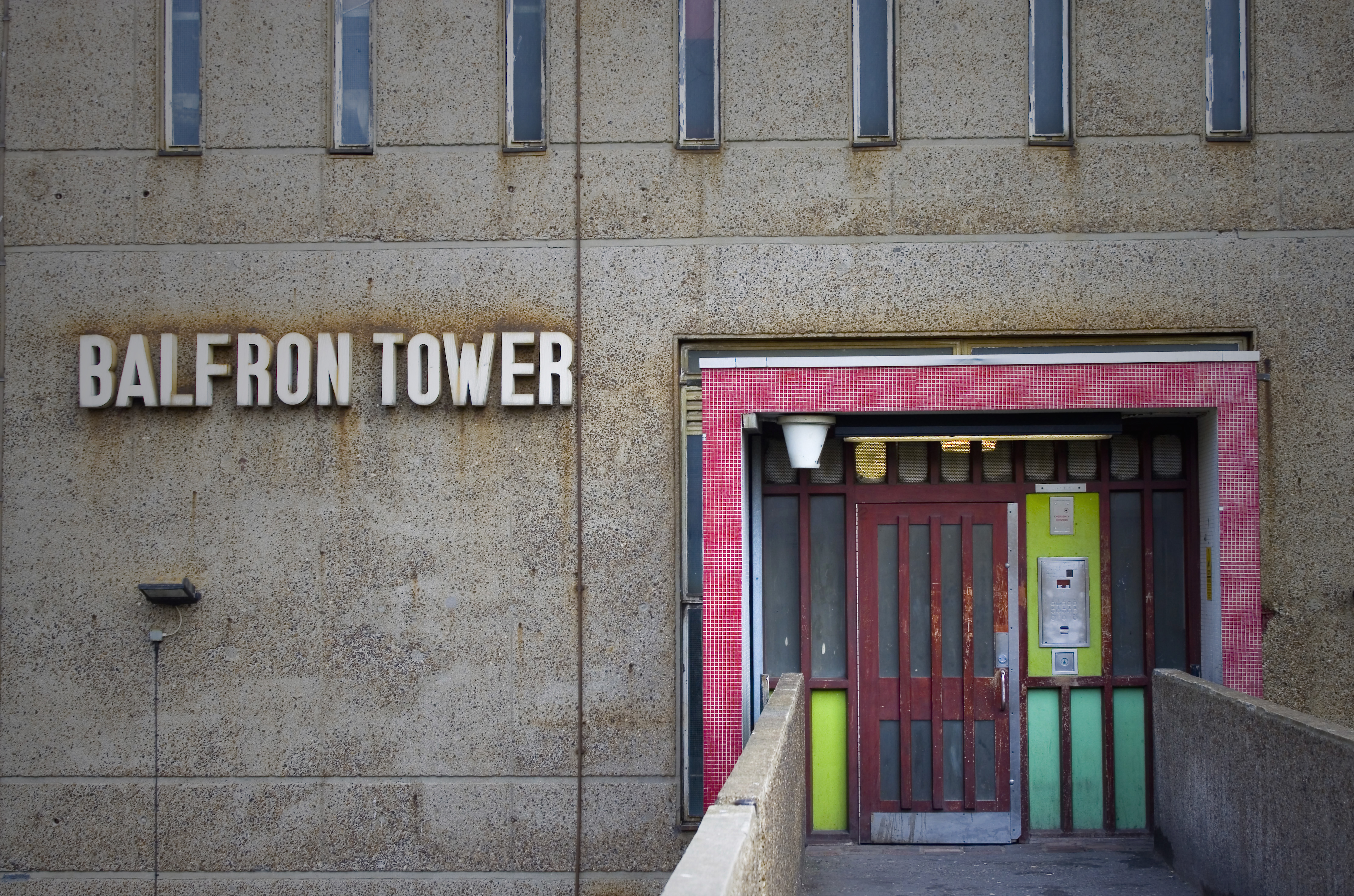
Puerta de entrada a la torre

HARCA inició una reforma integral de los edificios en 2011. El estudio de arquitectura PRP, que se ha hecho cargo de este proyecto, busca restaurar estas estructuras brutalistas a su forma original según lo exige English Heritage, y también llevar los edificios a las especificaciones modernas y los estándares de vida del siglo XXI. La remodelación es técnicamente desafiante, debido a la necesidad de instalar nuevos servicios sin alterar el exterior catalogado. El diseño de hormigón sólido también sufre inherentemente de puentes fríos, que deben remediarse mediante el aislamiento de la pared interna.
Los residentes tendrían la opción de mantener sus pisos en los bloques o mudarse a nuevas viviendas cercanas de poca altura, en cuyo caso los pisos desocupados se venderían para financiar las obras. En octubre de 2010, se notificó a los residentes de ambos bloques que la remodelación requeriría que todos los residentes se mudaran, debido a la seguridad contra incendios y otros riesgos, sin compromiso sobre si podrían regresar.
La primera fase de la remodelación se llevó a cabo de 2011 a 2014 con el bloque inferior, Carradale House. Las características clave de la remodelación incluyen: reemplazo de ventanas existentes con ejemplos de alto rendimiento que coincidan con el patrón original; mejora del rendimiento térmico utilizando materiales para proporcionar aislamiento y barreras de vapor; calderas de gas eficientes para reemplazar el sistema de calefacción comunal; y nuevos servicios húmedos, incorporando medidas de conservación de agua. Internamente, los espacios comunes y los pisos se reforman con sensibilidad para mantener y sin alterar los diseños originales y las características patrimoniales de Goldfinger. Estos incorporan consideraciones clave relacionadas con la restauración de los elementos clave del esquema original, la realización de reparaciones y reemplazos de igual a igual, asegurando una vida útil de al menos 30 años, aprovechando una oportunidad única en la vida para andamiar todo el edificio. y actualizar en la medida de lo posible de acuerdo con los estándares modernos. Esto asegurará su futura eficacia y conveniencia como lugar para vivir.
El trabajo de remodelación de Balfron Tower se llevó a cabo a través de una sociedad conjunta con Londonewcastle, un desarrollador residencial de lujo. A la espera de las obras de Balfron Tower, algunos pisos fueron ocupados temporalmente por artistas, que contribuyeron a la comunidad y exhibieron en el "piso patrimonial" número 123. En noviembre de 2010 se llevó a cabo un importante proyecto fotográfico.
En septiembre de 2014, Wayne Hemingway restauró el antiguo piso número 130 de Goldfinger al estilo de la década de 1960 como parte de una exposición del National Trust sobre brutalismo.
A medida que se decantaban los residentes, en diciembre de 2014 se formó una campaña en un intento por salvar el 50% del Balfron como vivienda social. En febrero de 2015, los residentes y activistas protestaron contra HARCA en febrero de 2015 por temor a que los inquilinos sociales fueran desalojados. Poco después se anunció que no se conservaría ninguna vivienda social y que se venderían todos los pisos.
La Twentieth Century Society se opuso enérgicamente a los planes de remodelación de la segunda fase en 2015. En particular, afirman que el reemplazo 'antipático' de las ventanas de la torre ha comprometido la distinción y la importancia de la torre, reduciéndola de una 'obra maestra brutalista genuinamente icónica' a un 'híbrido sucedáneo '.

### Reacción pública a la liquidación
Profesor Rowland Atkinson de la Universidad de Sheffield:
"La decisión de convertir dos de los bloques de pisos más emblemáticos de Londres de autoridades locales en residencias privadas es una señal de cuánto se ha puesto la ciudad al servicio de las necesidades del capital y los ricos".

## En la cultura popular
Las tomas del edificio aparecen en los videos musicales de "This Is Music" de The Verve, "Mortalhas" de ProfJam, "Ready to Go" de Republica y "Money Talks" de Rubella Ballet.
Balfron Tower ha aparecido como ubicación en muchos programas de televisión británicos, a menudo cuando se requería una impresión de privación urbana. Algunos que lo usaron extensamente son "Faking It", el segundo episodio de la serie Hustle de la BBC; la serie de ITV The Fixer; y Whitechapel, una serie dramática de tres partes producida por Carnival Films.
La torre aparece en la película de 1988 Por la reina y la patria, protagonizada por Denzel Washington y fue el lugar de rodaje de Shopping, una película de 1994 escrita y dirigida por Paul W. S. Anderson. También aparece en la película de terror postapocalíptica de Danny Boyle 28 Days Later y en la película Blitz de 2011.
En julio de 2014, a la artista Catherine Yass se le negó el permiso para dejar caer un piano desde la Torre como parte de un "taller comunitario para explorar cómo viaja el sonido".
En 2014, el National Trust renovó el apartamento 130, donde vivía Goldfinger, para parecerse a su apariencia en la década de 1960. La obra fue diseñada por Tilly Hemmingway, con objetos donados por Land of Lost Content, un museo de cultura popular en Shropshire.
El artista británico de grime Wiley usó Balfron Tower y Brownfield Estate como ubicación para el video musical de su canción "P Money" en 2015, que luego se presentó en su álbum Godfather de 2017.
Se hace referencia a la torre en la canción "Balfron" de la banda John en su álbum God Speed in the National Limit.

## Transporte

### Autobuses
Por el sitio pasan las rutas 108 y 309 de los autobuses de Londres. Las rutas de autobuses de Londres 15, 115 y D8 pasan cerca.

### Docklands Light Railway
Las estaciones más cercanas son Langdon Park y All Saints para los servicios de Docklands Light Railway hacia Canary Wharf y Stratford.